# 離任式
離任式（りにんしき）とは、学校・自治体・警察・消防・自衛隊等の組織で、組織に所属する職員や組織の長が人事異動により着任、もしくは定年等により退職する際に行われる式典である。学校等によっては辞校式（じこうしき）または退任式（たいにんしき）とも呼ばれることもある。

## 概要
主に自治体・官公庁・警察・消防・自衛隊等の組織において所属していた職員等が定期異動及び組織の長の離任において行われる行事であり、式典に関しては所属している人員のうち業務に支障のない者が選抜され、式典に参加する。特に自治体や組織においては離任の対象となる組織の長の離任行事という側面が強く、在任間の各種功績等が式典の場を借り、紹介される事もある。

## 式典
自治体・警察・自衛隊等の組織に関しては組織の長が交代する際に「離任式」という形で式典の場を設けており、特に自衛隊に関しては下は中隊等の小規模から方面隊・陸海空の幕僚監部・防衛大臣等の省全体規模といった大規模まで多岐にわたる。

### 式典の進行
以下は自衛隊による進行の例で、当初は一部の例を除き、上級組織の長若しくは次級者から離任者の紹介が行われる。これを「離任長紹介行事」とされており、また離任式においては当該の離任者が「執行者」となり、式典を執行する。部隊を指揮する部隊指揮官は当該部隊の副隊長等の次級者若しくは不在する場合は最先任者が指揮官となり、指揮を行う。

#### 離任長紹介行事
1. 長（方面総監・師団長・連隊長等）登壇、長に敬礼（師団長等将官に対しては栄誉礼）
2. 離任部隊長紹介
3. 長に敬礼
4. 長退場

#### 部隊長離任式
1. 執行者（離任部隊長）登壇、執行者に敬礼（離任者が将官の場合は栄誉礼が行われる）
2. 巡閲
3. 執行者訓示
4. 執行者に敬礼（観閲行進が行われる場合は省略）
5. 観閲行進

## 実施日
日本の小学校・中学校・高等学校などの学校では、次のうちのいずれかに行われる。一般に、私立学校では修了式と同時に行われることが多く、公立学校では、修了式以後の春休みに実施されることが多い（新学期の始業式の前に行うところもある）。児童生徒にとって、春休み期間中は出席するべき日ではないので、春休み中に実施する離任式に登校しなくても欠席扱いにはならないが、たいてい卒業生以外は出席するように指導されている。また、卒業生が離任式に参加した場合、その日が事実上最後の登校となる。
- 卒業式または修了式と同日（普通、卒業式または修了式に引き続き行う）
- 春休み期間中（すなわち3月28日～4月2日の間、特に29、30日が多く、31日の場合も多い）
- 新年度の時期（4月の授業期間中）

また官公庁等の組織は定期異動に合わせ、主に年度末の3月や期末の7月下旬に行われており、その月において最終日となる日を中心として行われている。